# Allsvenskan 1939-1940
L'edizione 1939-40 del campionato di calcio svedese (Allsvenskan) vide la vittoria finale dell'Elfsborg.
Capocannoniere del torneo fu Anders Pålsson (Helsingborgs IF), con 17 reti.

## Classifica finale
|    | Classifica      | G  | V  | N  | P  | GF | GS | Dif | Pt |
| -- | --------------- | -- | -- | -- | -- | -- | -- | --- | -- |
| 1  | Elfsborg        | 22 | 13 | 6  | 3  | 66 | 31 | +35 | 32 |
| 2  | IFK Göteborg    | 22 | 15 | 2  | 5  | 49 | 27 | +22 | 32 |
| 3  | Helsingborg     | 22 | 12 | 3  | 7  | 49 | 32 | +17 | 27 |
| 4  | Brage           | 22 | 10 | 6  | 6  | 42 | 38 | +4  | 26 |
| 5  | Sandvikens IF   | 22 | 10 | 2  | 10 | 38 | 37 | +1  | 22 |
| 6  | AIK             | 22 | 8  | 5  | 9  | 38 | 38 | 0   | 21 |
| 7  | Landskrona BoIS | 22 | 7  | 7  | 8  | 42 | 50 | -8  | 21 |
| 8  | Sleipner        | 22 | 8  | 5  | 9  | 33 | 49 | -16 | 21 |
| 9  | Gårda BK        | 22 | 5  | 10 | 7  | 27 | 39 | -12 | 20 |
| 10 | Malmö FF        | 22 | 4  | 10 | 8  | 25 | 28 | -3  | 18 |
| 11 | Örgryte         | 22 | 3  | 8  | 11 | 28 | 44 | -16 | 14 |
| 12 | Hammarby        | 22 | 3  | 4  | 15 | 34 | 58 | -24 | 10 |

### Verdetti
- IF Elfsborg campione di Svezia 1939-40.
- Örgryte IS e Hammarby IF retrocesse in Division 2.